# Weilerburg (Rottenburg)
De Weilerburg (historisch ook Rotenburg genoemd) is een middeleeuwse burchtruïne in het stadsdeel Weiler van de gemeente Rottenburg in de Landkreis Tübingen van de Duitse deelstaat Baden-Württemberg.
De ruïne bevindt zich boven de plaats Weiler op een 555 m hoge getuigenheuvel, Rotenberg of Burgberg genaamd.
De burcht wordt voor het eerst vermeld in 1225, maar dateert vermoedelijk uit de 11e eeuw. In 1624 werd de burcht tot op de fundamenten afgebroken, waarna de bouwstenen in opdracht van de Oostenrijkse landvoogd werden gebruikt voor de bouw van het kapucijnerklooster van Ehingen.
In 1874/75 werden de 24 meter hoge burchttoren en de toegangspoort herbouwd. Sinds 1974 is de gemeente Rottenburg eigenaar van de ruïne. De plek is het gehele jaar vrij toegankelijk. Vanaf de burchttoren heeft men een panoramisch uitzicht over Rottenburg en omgeving.